# Хвощі (Ізносковський район)
Хвощі (рос. Хвощи) — присілок в Ізносковському районі Калузької області Російської Федерації.
Населення становить 388 осіб. Входить до складу муніципального утворення Присілок Хвощі.

## Історія
Від 2004 року входить до складу муніципального утворення Присілок Хвощі

## Населення
| 2002 | 2010 |
| ---- | ---- |
| 418  | ↘388 |